# Campionati europei di 470 2011
I Campionati europei di 470 2011 si sono svolti a Helsinki, in Finlandia, dal 6 al 15 luglio 2011.

## Podi
| Evento        | Oro                                | Argento                                  | Bronzo                                |
| 470 Open      | Croazia Šime Fantela Igor Marenić  | Regno Unito Luke Patience Stuart Bithell | Israele Gideon Kliger Eran Sela       |
| 470 Femminile | Spagna Tara Pacheco Berta Betanzos | Danimarca Henriette Koch Lene Sommer     | Regno Unito Hannah Mills Saskia Clark |

## Medagliere
| Posiz. | Nazione     | Oro | Argento | Bronzo | Totale |
| ------ | ----------- | --- | ------- | ------ | ------ |
| 1      | Croazia     | 1   | 0       | 0      | 1      |
| 1      | Spagna      | 1   | 0       | 0      | 1      |
| 3      | Regno Unito | 0   | 1       | 1      | 2      |
| 4      | Danimarca   | 0   | 1       | 0      | 1      |
| 5      | Israele     | 0   | 0       | 1      | 1      |
| Totale | Totale      | 2   | 2       | 2      | 6      |